# Marcillé-la-Ville
 Marcillé-la-Ville  es una población y comuna francesa, en la región de Países del Loira, departamento de Mayenne, en el distrito de Mayenne y cantón de Mayenne-Est.

## Demografía
| 731 | 694 | 624 | 662 | 656 | 740 |
| Para los censos de 1962 a 1999 la población legal corresponde a la población sin duplicidades (Fuente: INSEE [Consultar]) |     |     |     |     |     |